# Діти сонця (фільм, 1991)
«Діти сонця» («Noorelt õpitud») — естонський радянський художній фільм 1991 року, знятий режисером Юрієм Сіллартом на кіностудії «Талліннфільм».

## Сюжет
1940. Період, так званого, лихоліття. Закінчується навчання у старшокласників. Юні герої — в очікуванні свободи…

## У ролях
- Сулев Луйк — Клорофюлл
- Тину Карк — Вимм
- Еркі Велінг — Юрі
- Тійна Вілу-Дем'янова — Рійна
- Гаюте Ківістик — Яан
- Юлле Кальюсте — Таймі
- Анне Палувер — директорка
- Марія Кльонська — слідча
- Андреас Кангур — Андреас
- Кайє Міхкелсон — мама Юрі
- Тене Руубель — епізод
- Айн Лутсепп — епізод
- Калев Кунманн — епізод
- Анне-Реет Маргісте — епізод
- Вільма Луйк — епізод
- Сальме Реек — господиня
- Сійм Педе — маленька відважна людина
- Вадим Барабанщиков — меломан
- Майт Лаас — учень
- Мееліс Піллер — епізод
- Ійр Хермелійн — Керсті
- Катрін Тууксам — Лембе
- Айве Калмус — Лепс
- Райт Мятас — майстер
- Калле Кяспер — епізод
- Мееліс Муху — епізод
- Лаурі-Каре Лаос — епізод

## Знімальна група
- Режисер — Юрій Сілларт
- Сценарист — Рейн Салурі
- Оператор — Майт Мяеківі
- Композитор — Кульдар Сінк
- Художник — Матс Иун
- Продюсер — Антс Томбанд